# 亨利·甘貝爾-班納曼
亨利·甘貝爾-班納曼爵士，GCB（英語：Sir Henry Campbell-Bannerman，1836年9月7日—1908年4月22日），英國自由黨政治家，1905年至1908年出任英國首相，是歷史上首位正式被官方稱為「首相」的第一財政大臣。

## 生平
1836年，出生于在苏格兰的格拉斯哥城。
1868年，当选为下议院议员。
1871年，出任陆军部财务大臣。
1882年，出任海军部政务次官兼财政大臣和下院发言人。
1884年，出任愛爾蘭布政司（首席大臣）。
1886年，出任陸軍大臣。
1899年，当选为英国自由党领袖。
1905年，出任首相。
1908年，因心脏病辞去世。